# Buddinge Centret
Buddinge Centret er et butikstorv beliggende centralt i Buddinge i Gladsaxe Kommune. Det blev anlagt i 1960'erne og huser en Coop365, et apotek og ca. 15 specialforretninger. Buddinge Centret udgør det ene af to butiks- og servicecentre i kommunen.
Buddinge Centret ligger ved Søborg Hovedgade over for rådhuset og hovedbiblioteket. Planen for denne samling af offentlige og forretningsmæssige centerfunktioner går tilbage til 1950-erne og indebar blandt andet nedrivninger for at skabe den nye helhed. Buddinge Centret blev oprindeligt bygget som et forretningsstrøg i forbindelse med det nye Tinghøjhus, og stod klart til ibrugtagning i begyndelsen af 1960´erne.
Ifølge kommuneplanen for Gladsaxe Kommune skal en helhedsplan: 
"danne grundlag for beslutninger om den fremtidige udvikling af Buddinge By som kommunens kulturelle centrum med butikker og byliv. Det er byrådets intention, at styrke Buddinge By ved bl.a. at skabe sammenhæng og intensivere anvendelses- og byggemulighederne i det stationsnære område ved Buddinge Station. Sammenhængen mellem Buddinge Centret og Buddinge Station skal styrkes og forbedres for bl.a. fodgængere ved, at strækningen bliver udformet, så den bliver behagelig og oplevelsesrig af færdes på.
Bymidten i Buddinge by omfatter Buddinge Centret og er afgrænset som vist på kortskitsen. Forholdet mellem dagligvareomsætning og -forbrug i bydelen er 55-60 %, og dette forhold vil kunne ændres med et mere attraktivt varehus.
Bymidten afgrænses efter den fastlagte metode til afgrænsning af bymidter, justeret i forhold til Rådhusparken. Området rummer herefter ikke mulighed for at supplere med det attraktive varehus, der handelsmæssigt er behov for. Der udlægges derfor ikke yderligere arealer til dagligvarebutikker her, men alene butiksareal til supplement af udvalgsvarebutikker på 2.000 m²."